# Trine 4: The Nightmare Prince
Trine 4: The Nightmare Prince est un jeu vidéo de plates-formes et de réflexion développé par Frozenbyte, sorti le 8 octobre 2019 sur PC, PlayStation 4, Xbox One et Nintendo Switch.

## Système de jeu
Comme dans les opus précédents, le joueur est aux commandes des trois héros, Amadeus le magicien, Pontius le chevalier et Zoya la voleuse, qui disposent chacun de capacités spécifiques et entre lesquels le joueur peut basculer à sa convenance.
Trine 4 marque cependant l'abandon des environnements en trois dimensions introduits dans Trine 3 et assez mal reçus par la critique.

### Bande son
La bande son du jeu est composée par Ari Pulkkinen, qui a déjà réalisé les musiques des trois premiers jeux de la série.

## Développement
En octobre 2018, la Commission Européenne révèle l'attribution d'une aide de 150 000 € à Frozenbyte pour le développement de Trine 4, dans le cadre du programme Creative Europe,. Le jeu est officiellement annoncé le 25 octobre 2018.